# Nic Tummers
Nicolaas Hendrik Marie Tummers (5 de fevereiro de 1928 - 24 de abril de 2020) foi um político holandês que serviu como senador entre 1974 e 1995.

## Carreira
Tummers fez parte do Conselho Provincial de Limburgo (1974–1978) e do Senado entre 17 de setembro de 1974 e 13 de junho de 1995.
Ele também ocupou vários cargos no campo da arquitetura e artes visuais e publicou sobre esses assuntos. Tummers recebeu vários prémios culturais, incluindo o BNA-kubus, e em 2008 recebeu a medalha de honra do município de Heerlen. Ele foi feito Cavaleiro da Ordem do Leão da Holanda (1986) e Comandante da Ordem de Orange-Nassau (1995).

## Vida pessoal
Tummers nasceu em Heerlen. Ele era filho do arquiteto Henk Herman Antoon Tummers e de Christine Catharina Smits, e casou-se com a escultora Vera van Hasselt (1924–2014) em 1954. Ele morreu em Sittard-Geleen em 24 de abril de 2020.